# Mats Alvesson
Mats Göran Alvesson, född den 3 november 1956, är en svensk företagsekonom, professor vid Ekonomihögskolan vid Lunds universitet. 

## Biografi
Alvesson disputerade 1983 i Lund på doktorsavhandlingen Organisationsteori och teknokratiskt medvetande. Alvesson var en av grundarna av forskningsfältet Critical Management Studies (Kritiska studier av management) genom utgivningen av samlingsvolymen med samma namn 1992 och har sedan dess bidragit till fältets utformning. Han myntade 2012 begreppet funktionell dumhet som syftar på frånvaron av kritisk reflektion. En organisation som präglas av funktionell dumhet utmärks av enhet och konsensus vilket får medarbetarna att undvika ifrågasättande av beslut, strukturer och visioner. Funktionell dumhet var enligt Alvesson en bidragande orsak till finanskrisen 2007–2008.
Alvesson har i sin forskning fokuserat på företags organisation av arbete och ledarskap. Han har publicerat verk i dessa ämnen, samt om kvalitativ forskningsmetodik. Han förespråkar en reflexiv forskningsmetodik som huvudsakligen grundar sig i kritisk teori, poststrukturalism och feminism. Alvesson har en betydande vetenskaplig publicering med enligt Scopus (2025) ett h-index på 62 och närmare 22 000 citeringar. Alvesson deltar även aktivt i samhällsdebatten om det svenska utbildningsväsendet och andra ämnen genom såväl debattartiklar som böcker, såsom Tomhetens triumf.